# Frčkov
Frčkov (1585 m n. m.) je hora ve Velké Fatře na Slovensku. Nachází se v hlavním hřebeni mezi vrcholy Ostredok (1592 m) na severu a Dlhý grúň (1560 m) na jihovýchodě. Západní svahy spadají do horní části Dedošové doliny (ramena Veterné a Rovne), východní do horní části Suché doliny (rameno Klinčeky). Lučnatý vrchol je dobrým rozhledovým bodem. Na úbočích hory se nacházejí významné lavinózní terény.

## Přístup
- po  červené turistické značce č. 0870 (Velkofatranská magistrála) z vrcholu Krížna
- po  červené turistické značce č. 0870 (Velkofatranská magistrála) z vrcholu Ostredok